# Reação de adição
A reação de adição, em química orgânica, é uma reação onde uma ou mais espécies químicas se unem a outra (substrato) que possui ao menos uma ligação múltipla, formando um único produto, e implicando no substrato a formação de duas novas ligações e uma diminuição na ordem ou multiplicidade de ligação.
As reações de adição são limitadas a compostos químicos que possuem ligações múltiplas, como moléculas com ligações duplas carbono - carbono (alcenos) ou ligações triplas (alcinos) e compostos que possuem anéis, que também são considerados pontos de insaturação. Moléculas contendo ligações duplas carbono - hetero como grupos carbonil (C = O) ou grupos imina (C = N), podem sofrer adição, pois também possuem caráter de ligação dupla.

reações de adição eletrofílicas, nucleofílicas e via radical livre

Existem quatro tipos principais de reações de adição:
- Adições eletrófílicas
- Adições nucleofílicas
- Adições de radicais livres
- Cicloadições

As reações de adição estão limitadas a compostos químicos que contenham ligações múltiplas:
- Moléculas com ligações duplas ou triplas carbono-carbono.
- Moléculas com ligação múltipla carbono-heteroátomo como C=O, C=N ou C≡N.

A reação inversa da adição é a reação de eliminação. Por exemplo a reação de hidratação de um alceno e a desidratação de um álcool são uma adição e uma eliminação respectivamente.